# ويكيبيديا الكتشوية
ويكيبيديا الكتشوية (الكتشوية:Qhichwa Wikipidiya) هي النسخة الكتشوية من موسوعة ويكيبيديا.

## الإحصائيات
| عدد المستخدمين المسجلين | عدد المستخدمين النشيطين | عدد المقالات | صفحات المحتوى | عدد التعديلات | عدد الملفات المرفوعة | عدد الإداريين |
| ----------------------- | ----------------------- | ------------ | ------------- | ------------- | -------------------- | ------------- |
| 31٬918                  | 43                      | 24٬128       | 58٬019        | 676٬072       | 0                    | 2             |

## التقدم
- مايو 2006 - أنشئت المقالة رقم 100.
- ديسمبر 2006 - أنشئت المقالة رقم 1000.
- مارس 2009 - أنشئت المقالة رقم 10000.[2]
- أبريل 2010 - أنشئت المقالة رقم 15000.[3]